# Sesamia incerta
Sesamia incerta là một loài bướm đêm trong họ Noctuidae.